# Ken Mauer
Ken Mauer Jr. (Saint Paul, Minnesota, Estados Unidos; 23 de abril de 1955) es un ex-árbitro de baloncesto profesional en la National Basketball Association (NBA) desde la Temporada 1986-87 de la NBA.  Hasta el comienzo de la temporada 2006-07 de la NBA, Mauer había pitado en 1.167 partidos de liga regular y en 67 partidos de playoffs, incluyendo uno en las Finales de la NBA. (En 2008, Mauer arbitraría 2 partidos más en las Finales NBA). Mauer viste el dorsal 41.

## Biografía
Mauer asistió al instituto Harding Senior en St. Paul y más tarde se graduaría por la Universidad de Minnesota en 1977. En Minnesota, Mauer jugó al béisbol y fue nombrado jugador All-Big Ten.  Mauer proviene de una familia envuelta en el deporte. Ken es segundo sobrino del cácher de la Major League Baseball, Joe Mauer. El padre de Ken y sus cuatro hermanos eran todos árbitros, incluyendo su hermano Tom Mauer, árbitro en la Women's National Basketball Association.  Fuera del arbitraje, Mauer es speaker invitado en campamentos de baloncesto y clínics.  Entre las aficiones de Mauer también se encuentran los coches, arte, teatro, cine y viajar.

## NBA

### Inicios
Mauer arbitró durante 12 años en el estado de Minnesota, nueve de ellos a nivel universitario y seis en la Continental Basketball Association antes de ser contratado por la NBA nantes de la temporada 1986-87. En 1993, Mauer fue seleccionado para arbitrar en el Tour NBA Europa en Londres.

### Delitos
En 2000, Mauer fue culpado por cometer delitos graves, evasión de impuestos, y obstrucción a la justicia por no declarar billetes de avión como ingresos a la Internal Revenue Service. Mauer tuvo que pagar impuestos de 26 500$ más el interés de tres años. Mauer fue uno de los dos árbitros que rechazó un acuerdo extrajudicial creyendo que se estaba cometiendo una injusticia. Él dijo que no había intentado cometer estos actos criminales y su abogado declaró que no estaba de acuerdo con la sentencia.  En abril de 2001, Mauer fue sentenciado a cinco meses de cárcel, cinco de arresto domiciliario, tres años de supervisión y 800 horas de servicio a la comunidad. Al final del juicio, Mauer dijo, «Estoy orgulloso de haber resistido por mí mismo. Al mismo tiempo me siento aliviado. Este es el primer día decente que tengo en un año y medio. Este verano va a ser duro, cumpliendo mi sentencia. Pero voy a pensar en positivo. Voy a ayudar a los niños. Voy a volver a ponerme en forma».

### Debut en las Finales de la NBA
Fue uno de los 12 árbitros seleccionados para arbitrar  en las Finales del 2006 entre los Dallas Mavericks y Miami Heat, las primeras Finales de su carrera. El primer partido en las Finales de la NBA de Mauer sería en el tercer partido.